# Франчак, Павел
Павел Франчак (пол. Paweł Franczak; род. 7 октября 1991, в Ныса, Опольское воеводство, Польша) — польский профессиональный  шоссейный велогонщик, выступающий за профессиональную континентальную команду CCC Sprandi Polkowice.

## Достижения
2011
5-й - Мемориал Анджея Трохановского
2012
5-й - Мемориал Хенрика Ласака
8-й - Gran Premio San Giuseppe
2013
1-й - Этап 5 Carpathian Couriers Race U23
2014
1-й - Coupe des Carpathes
2-й - Чемпионат Польши — Групповая гонка
2-й - Мемориал Хенрика Ласака
7-й - Тур Малопольски — Генеральная классификация
9-й - Мемориал Анджея Трохановского
2015
1-й  Тур Пястовского Пути — Очковая классификация
2-й - Тур Олимпийской Солидарности — Генеральная классификация
2-й - Мемориал Анджея Трохановского
9-й - GP Liberty Seguros — Генеральная классификация
2016
1-й  Тур Олимпийской Солидарности — Очковая классификация 
1-й - Этап 1
1-й - Мемориал Хенрика Ласака
7-й - Классика Альмерии.
7-й - Гран-при Денена
7-й - Эшборн — Франкфурт
10-й - Тур Эстонии — Генеральная классификация
2017
3-й - Тур Эстонии — Генеральная классификация
9-й - Чемпионат Европы — Групповая гонка
2018
5-й - Гран-при Аланьи